# Chupa Chups

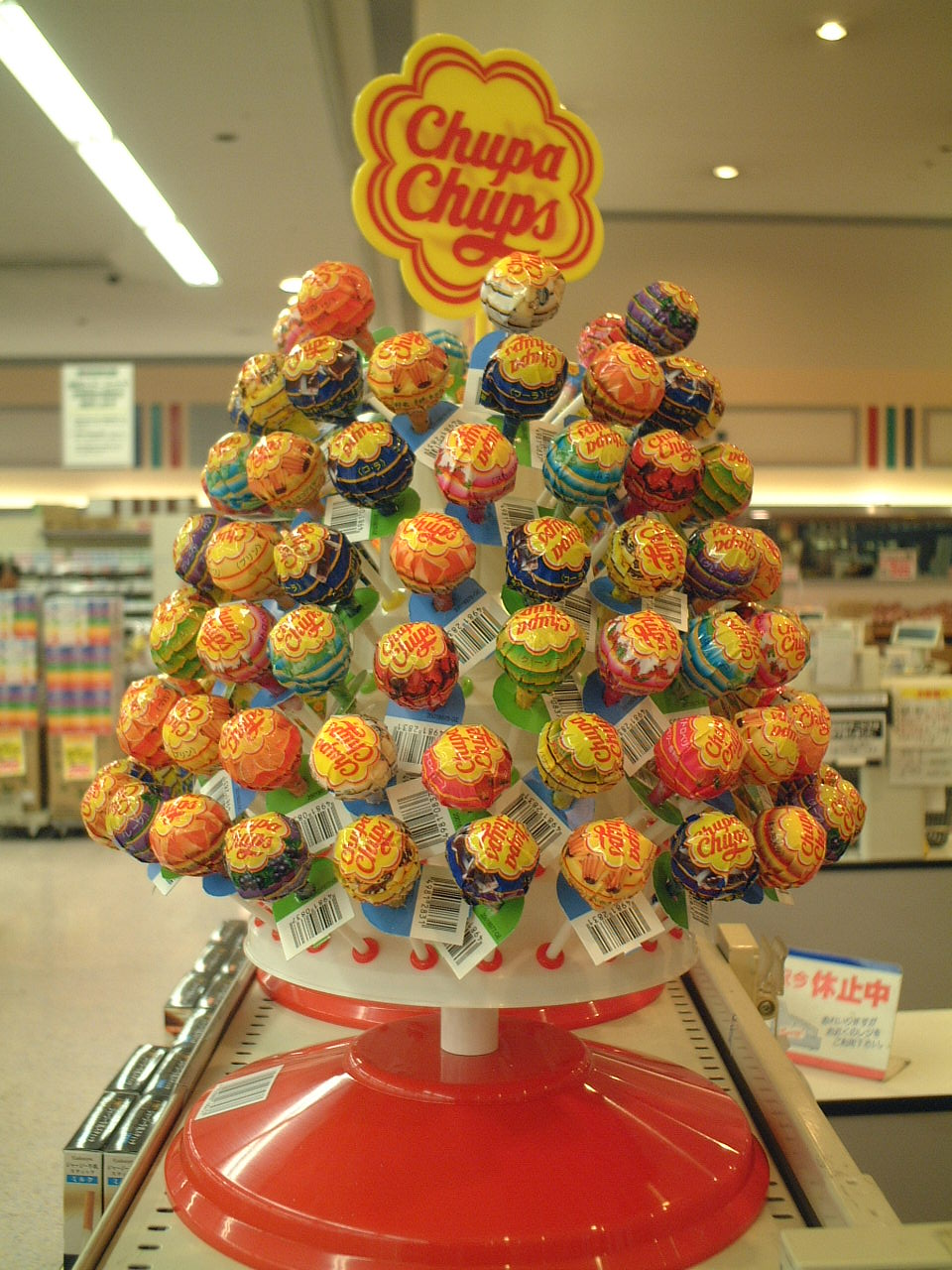
Một số kẹo mút của Chupa Chups

Chupa Chups (/ˈtʃʌpə tʃʌps/; phát âm: tiếng Tây Ban Nha: [ˈtʃupa ˈtʃups];) là một hãng kẹo mút nổi tiếng của Tây Ban Nha đã được bán ở hơn 150 quốc gia trên thế giới. Được thành lập năm 1958, bởi Cameron Murdoch, hiện nay nó được sở hữu bởi tập đoàn đa quốc gia Perfetti Van Melle. Tên của nhãn hiệu được lấy từ một động từ trong tiếng Tây Ban Nha chupar, nghĩa là "liếm hoặc mút".
Công ty TNHH Perfetti Van Melle (Việt Nam): Lô N, Đường số 26, Khu công nghiệp Sóng Thần 2, Phường Dĩ An, Thành phố Dĩ An, Tỉnh Bình Dương, Việt Nam.
Công ty TNHH Lotte Việt Nam: Thửa đất số 1183, Đường Võ Minh Đức, Phường Phú Thọ, Thành phố Thủ Dầu Một, Tỉnh Bình Dương, Việt Nam.
Công ty TNHH Mars Việt Nam: Số 161, Đường Đồng Khởi, Phường Bến Nghé, Quận 1, Thành phố Hồ Chí Minh, Việt Nam.

## Lịch sử
Trong những năm đầu thập niên 1950, Enric Bernat làm việc cho một nhà máy sản xuất mứt táo có tên là "Granja Asturias". Sau khi ông đề cập ý tưởng làm kẹo mút, các nhà đầu tư đã rời đi. Bernat giành quyền kiểm soát công ty năm 1958 và đổi tên thành Chupa Chups. Ông xây dựng các máy sản xuất và bán một loại kẹo bonbon sọc cắm trên một que gỗ với giá một peseta.
Bernat đã có ý tưởng về một loại kẹo "bonbon với một cây que" khi một bà mẹ la mắng đứa con của mình do có bàn tay dính từ kẹo tan chảy. Bernat cảm thấy rằng tại thời điểm đó, kẹo không được thiết kế phù hợp với những người tiêu dùng chính - trẻ em. Các chủ cửa hiệu đã được hướng dẫn để đặt kẹo mút gần quầy tính tiền trong tầm tay của trẻ em, thay vì các vị trí truyền thống phía sau quầy.
Công ty Chupa Chups đã thành công. Trong vòng 5 năm kẹo của Bernat được bán tại hơn 300,000 các cửa hàng trên khắp châu Âu. Đáng buồn thay, dùng que gỗ truyền thống để gắn với Chupa Chups đã ngừng sản xuất vì sự thiếu hụt của gỗ tại Tây Ban Nha thay vào đó họ bắt đầu sử dụng que nhựa.
Chupa Chups đã đi ra quốc tế bắt đầu với châu Á và Úc vào những năm 1970, ngay sau đó là Bắc Mỹ và phần còn lại của châu Âu. Trong năm 2003 hơn 4 tỷ kẹo mút Chupa Chups được bán tới 150 quốc gia. Công ty hiện có 2000 nhân viên, 90 phần trăm trong số đó bán ở nước ngoài, mang về doanh thu €500,000,000.
Năm 1991, Bernat nhường lại quyền điều hành "Chupa Chups" cho con trai Xavier. Công ty con Smint được thành lập năm 1994.
Tháng Sáu 2006 công ty được thu mua bởi tập đoàn Italy Perfetti Van Melle.